# Dębica
Dębica é um município da Polônia, na voivodia da Subcarpácia e no condado de Dębica. Estende-se por uma área de 33,83 km², com 45 634 habitantes, segundo os censos de 2019, com uma densidade de 1361,6 hab/km².